# Ricardo Ernesto Centellas Guzmán
Ricardo Ernesto Centellas Guzmán (ur. 7 listopada 1962 w Suquistaca) – boliwijski duchowny rzymskokatolicki, od 2020 arcybiskup Sucre.

## Życiorys
Święcenia kapłańskie otrzymał 11 sierpnia 1988 i został inkardynowany do archidiecezji Sucre. Przez trzy lata pracował jako wikariusz w Padilla. Po dwuletnich studiach w Rzymie rozpoczął pracę w archidiecezjalnym seminarium, zaś w 1996 został jego rektorem. W 1998 mianowany wikariuszem generalnym archidiecezji.
30 czerwca 2005 został mianowany biskupem pomocniczym diecezji Potosí ze stolicą tytularną Turres Ammeniae. Sakry biskupiej udzielił mu 15 września 2005 ówczesny biskup tejże diecezji, Walter Pérez Villamonte. 25 listopada 2009 mianowany następcą bp. Péreza Villamontego na stolicy w Potosí, objął urząd 28 stycznia 2010.
11 lutego 2020 otrzymał nominację na arcybiskupa Sucre.
W latach 2012–2015 był wiceprzewodniczącym Konferencji Episkopatu Boliwii, zaś w 2015 objął urząd jej przewodniczącego.